# Miguel Oliveira (pilote moto)
Pour les articles homonymes, voir Miguel Oliveira et Oliveira.
Miguel Ângelo Falcão de Oliveira ou Miguel Oliveira, né le 4 janvier 1995 à Almada, est un pilote de vitesse moto portugais.
En 2019, il intègre la catégorie MotoGP dans le team Red Bull KTM Tech3, puis prolongée pour la saison 2020.
Le 23 août 2020, il devient le premier portugais à gagner en catégorie reine lors du Grand Prix de Styrie.
Pour la saison 2023, il quitte le giron KTM. Il rejoint l'équipe Aprilia RNF MotoGP Team, le nouveau team satellite de la marque Aprilia.
À la suite de l'exclusion de son équipe Aprilia RNF MotoGP Team pour la saison 2024, Miguel rejoint Trackhouse Racing, la nouvelle équipe satellite de Aprilia.
Pour la saison 2025, il rejoint l'équipe Prima Pramac Racing qui utilisera des motos de la marque Yamaha.

## Biographie

### Les Débuts (2004 - 2010)
2004 est sa première saison dans le Championnat Mini GP portugais. Miguel Oliveira a fini quatrième dans son championnat MiniGP à domicile, recevant une récompense du Portugal Confédération Sportive en reconnaissance de son talent. Ses premiers succès en 2005 où il a gagné le portugais MiniGP le championnat et le Festival Mondial Metrakit en Espagne, en 2006 il a répété son succès portugais et en 2007 il a gagné la Méditerranée PreGP 125 Trophée. En 2009 il était troisième dans le championnat espagnol et en 2010 a combattu sur la piste le Dissident Viñales pour le titre, finissant finalement second par juste deux points de son adversaire.

### Carrière en 125cm3 / Moto3 (2011-2015)
Il fait ses débuts en 2011 dans le Championnat du monde de vitesse moto en catégorie 125 cm3 avec l'équipe espagnole Andalucia Banca Civica. Il gagne ensuite de l'expérience en Moto3 avec l'écurie Estrella Galicia 0,0 en 2012, et chez Mahindra Racing durant les saisons 2013 et 2014.
En 2015, Miguel rejoint l'équipe Red Bull KTM Ajo et devient le premier portugais à remporter une course du championnat du monde moto. Il finira la saison en seconde position du championnat avec notamment 6 victoires.

### Carrière en Moto2 (2016-2018)
En 2016, il intègre la catégorie Moto2 dans le team Leopard Racing et finit 21e du championnat.
En 2017, il retrouve l'écurie Red Bull KTM Ajo. Il remporte ses 3 premières victoires en Moto2 et finit à la troisième place du championnat.
En 2018, il finit une seconde fois sur le podium du championnat Moto2 mais laisse échapper la première place à Francesco Bagnaia pour 9 points.

### Carrière en MotoGP

#### Saison 2019
Il fait ses débuts en MotoGP en rejoignant le team Red Bull KTM Tech3. Il fait équipe avec le malaisien Hafizh Syahrin. Faisant preuve d'une certaine régularité avec 9 entrées dans les points et une huitième place au Grand Prix d'Autriche pour meilleur résultat, Oliveira achève sa première saison en catégorie reine à la dix-septième position du championnat, malgré un forfait pour les 3 derniers Grand Prix de la saison à cause de blessures consécutives à une chute lors de la quatrième séance d'essais libres du Grand Prix d'Australie.

#### Saison 2020
Au cours de sa deuxième saison chez Tech3, il obtient sa première victoire en MotoGP au Grand Prix moto de Styrie. Il profite d’un écart de ses rivaux Pol Espargaró et Jack Miller dans le dernier virage du dernier tour pour prendre la tête de la course et remporter la victoire. Il offre ainsi la première victoire de Tech3 en MotoGP et devient le premier pilote portugais victorieux dans la catégorie reine des Grands Prix moto.   
Il termine cette saison 2020, fortement marquée par la pandémie de Covid-19, par une nouvelle victoire à domicile, au Grand Prix du Portugal. Partant pour la première fois en Pole position d'un grand prix moto, il fait "cavalier seul en tête" et devance Jack Miller sur la ligne d'arrivée avec plus de 3 secondes.

#### Saison 2021
Il intègre l'écurie officielle KTM. Il connaitra une saison compliquée avec 5 abandons sur les 18 courses du championnat. 
 Malgré tout, il montera 3 fois sur le podium dont une première place au Grand Prix moto de Catalogne. C'est sa troisième victoire en motoGP.

#### Saison 2022
Lors de la 2e manche du championnat sur le Circuit de Mandalika en Indonésie, et sous des conditions climatiques dantesques, il obtient sa quatrième victoire en motoGP. Il devancera les 2 français Fabio Quartararo et Johann Zarco.
Le 2 octobre 2022, il réalise une nouvelle "Masterclass" sous la pluie du Grand Prix moto de Thaïlande. Parti onzième sur la grille, il remonte en deuxième position dès le 5e tour derrière Jack Miller. C'est au 15e tour, que Miguel passe devant le pilote Ducati et va s'adjuger une cinquième victoire en motoGP, et ainsi s'attribuer une figure dans le paddock de "maître de la pluie" après deux victoire sous la pluie.

#### Saison 2023
Oliveira est absent sur blessure du Grand Prix d'Argentine. Il subit en Espagne une fracture de l'humérus droit, ce qui le contraint ensuite à renoncer au Grand Prix de France.
Le 18 novembre 2023, Miguel est victime d'une fracture à l'omoplate droite lors de la course sprint du Grand Prix du Qatar et est contraint de renoncer à participer à la course principale.

## Faits marquants en carrière
- 2011
  - Début dans le championnat du monde 125 cm3 puis nommé Moto3 en 2012.
- 2015
  - 2e au Championnat du monde de vitesse moto 2015 en Moto3 (6 victoires, 9 podiums).
- 2016
  - Début en Moto2 avec l'équipe Leopard Racing.
- 2017
  - 3e au Championnat du monde de vitesse moto 2017 en Moto2 (3 victoires, 9 podiums).
- 2018
  - 2e au  Championnat du monde de vitesse moto 2018 en Moto2 (3 victoires, 12 podiums).
- 2019
  - Début en MotoGP avec l'équipe Red Bull KTM Tech 3.
- 2020
  - 1re victoire en MotoGP au Grand Prix moto de Styrie
  - 1re Pole position au Grand Prix moto du Portugal
  - 2e victoire en MotoGP au Grand Prix moto du Portugal
- 2021
  - 3e victoire en MotoGP au Grand Prix moto de Catalogne
- 2022
  - 4e victoire en MotoGP au Grand Prix moto d'Indonésie
  - 5e victoire en MotoGP au Grand Prix moto de Thaïlande

## Statistiques de sa carrière

### Par saison
(Mise à jour après le Grand Prix moto de Tchéquie 2025)
| Saison | Catégorie | Constructeur | Team                        | Course | Victoire | Podium | Pole | M.Tour | Points | Classement |
| ------ | --------- | ------------ | --------------------------- | ------ | -------- | ------ | ---- | ------ | ------ | ---------- |
| 2011   | 125 cm3   | Aprilia      | Andalucia Banca Civica      | 11     | 0        | 0      | 0    | 0      | 44     | 14e        |
| 2012   | Moto3     | Suter Honda  | Estrella Galicia 0,0        | 17     | 0        | 2      | 0    | 0      | 114    | 8e         |
| 2013   | Moto3     | Mahindra     | Mahindra Racing             | 17     | 0        | 1      | 1    | 3      | 150    | 6e         |
| 2014   | Moto3     | Mahindra     | Mahindra Racing             | 18     | 0        | 1      | 0    | 0      | 110    | 10e        |
| 2015   | Moto3     | KTM          | Red Bull KTM Ajo            | 17     | 6        | 9      | 1    | 3      | 254    | 2e         |
| 2016   | Moto2     | Kalex        | Leopard Racing              | 14     | 0        | 0      | 0    | 0      | 36     | 21e        |
| 2017   | Moto2     | KTM          | Red Bull KTM Ajo            | 18     | 3        | 9      | 2    | 3      | 241    | 3e         |
| 2018   | Moto2     | KTM          | Red Bull KTM Ajo            | 18     | 3        | 12     | 0    | 1      | 297    | 2e         |
| 2019   | MotoGP    | KTM          | Red Bull KTM Tech 3         | 16     | 0        | 0      | 0    | 0      | 33     | 17e        |
| 2020   | MotoGP    | KTM          | Red Bull KTM Tech 3         | 14     | 2        | 2      | 1    | 1      | 125    | 9e         |
| 2021   | MotoGP    | KTM          | Red Bull KTM Factory Racing | 18     | 1        | 3      | 0    | 1      | 94     | 14e        |
| 2022   | MotoGP    | KTM          | Red Bull KTM Factory Racing | 20     | 2        | 2      | 0    | 0      | 149    | 10e        |
| 2023   | MotoGP    | Aprilia      | Aprilia RNF MotoGP Team     | 16     | 0        | 0      | 0    | 0      | 76     | 16e        |
| 2024   | MotoGP    | Aprilia      | Trackhouse Racing           | 15     | 0        | 0      | 0    | 0      | 75     | 15e        |
| 2025*  | MotoGP    | Yamaha       | Prima Pramac Racing         | 8      | 0        | 0      | 0    | 0      | 6      | 25e        |
| Total  |           |              |                             | 237    | 17       | 41     | 5    | 12     | 1804   |            |

*Saison en cours

### Par catégories
(Mise à jour après le Grand Prix moto de Tchéquie 2025)
| Catégorie | Saison       | 1er GP       | 1er Podium   | 1er victoire | Course | Victoire | Podiums | Pole | M.Tour | Points | Titres |
| --------- | ------------ | ------------ | ------------ | ------------ | ------ | -------- | ------- | ---- | ------ | ------ | ------ |
| 125 cm3   | 2011         | QAT 2011     | -            | -            | 11     | 0        | 0       | 0    | 0      | 44     | 0      |
| Moto3     | 2012–2015    | QAT 2012     | CAT 2012     | ITA 2015     | 69     | 6        | 13      | 2    | 6      | 628    | 0      |
| Moto2     | 2016-2018    | QAT 2016     | ARG 2017     | AUS 2017     | 50     | 6        | 21      | 2    | 4      | 574    | 0      |
| MotoGP    | 2019-présent | QAT 2019     | STY 2020     | STY 2020     | 107    | 5        | 7       | 1    | 2      | 555    | 0      |
| Total     | 2011–présent | 2011–présent | 2011–présent | 2011–présent | 237    | 17       | 41      | 5    | 12     | 1804   | 0      |

### Résultats détaillés
| Sais  | Cat     | Moto        | 1        | 2          | 3       | 4        | 5         | 6         | 7         | 8         | 9       | 10        | 11        | 12       | 13       | 14       | 15       | 16       | 17        | 18        | 19         | 20       | 21  | 22  | Clas | Pts |
| ----- | ------- | ----------- | -------- | ---------- | ------- | -------- | --------- | --------- | --------- | --------- | ------- | --------- | --------- | -------- | -------- | -------- | -------- | -------- | --------- | --------- | ---------- | -------- | --- | --- | ---- | --- |
| 2011  | 125 cm3 | Aprilia     | QAT 10   | SPA Ret    | POR 7   | FRA 9    | CAT Ret   | GBR       | NED       | ITA 8     | GER Ret | CZE 23    | IND 8     | RSM 10   | ARA Ret  | JPN      | AUS      | MAL      | VAL       |           |            |          |     |     | 14e  | 44  |
| 2012  | Moto3   | Suter Honda | QAT 5    | SPA Ab.    | POR Ab. | FRA Ab.  | CAT 3     | GBR 10    | NED 10    | GER 19    | ITA Ab. | IND 4     | CZE 9     | RSM 9    | ARA 8    | JPN 7    | MAL 5    | AUS 2    | VAL Ab.   |           |            |          |     |     | 8e   | 114 |
| 2013  | Moto3   | Mahindra    | QAT 7    | AME 5      | SPA 16  | FRA Ab.  | ITA 4     | CAT 6     | NED 4     | GER 4     | IND 8   | CZE 9     | GBR 5     | RSM 7    | ARA 5    | MAL 3    | AUS 26   | JPN 4    | VAL 10    |           |            |          |     |     | 6e   | 150 |
| 2014  | Moto3   | Mahindra    | QAT 4    | AME 15     | ARG Ab. | SPA 14   | FRA 12    | ITA 4     | CAT 12    | NED 3     | GER Ab. | IND 7     | CZE 7     | GBR 4    | RSM 22   | ARA 7    | JPN Ab.  | AUS 7    | MAL Ab.   | VAL 8     |            |          |     |     | 10e  | 110 |
| 2015  | Moto3   | KTM         | QAT 16   | AME Ab.    | ARG 4   | SPA 2    | FRA 8     | ITA 1     | CAT 5     | NED 1     | GER DNS | IND 15    | CZE 8     | GBR 13   | RSM 2    | ARA 1    | JPN 2    | AUS 1    | MAL 1     | VAL 1     |            |          |     |     | 2e   | 254 |
| 2016  | Moto2   | Kalex       | QAT 11   | ARG 21     | AME Ab. | SPA Ab.  | FRA 9     | ITA 13    | CAT 8     | NED 15    | GER Ab. | AUT 14    | CZE 9     | GBR Ab.  | RSM 17   | ARA DNS  | JPN DNS  | AUS      | MAL       | VAL 13    |            |          |     |     | 21e  | 36  |
| 2017  | Moto2   | KTM         | QAT 4    | ARG 2      | AME 6   | SPA 3    | FRA 17    | ITA 5     | CAT 3     | NED 5     | GER 2   | CZE 3     | AUT Ab.   | GBR 8    | RSM Ab.  | ARA 3    | JPN 7    | AUS 1    | MAL 1     | VAL 1     |            |          |     |     | 3e   | 241 |
| 2018  | Moto2   | KTM         | QAT 5    | ARG 3      | AME 3   | SPA 2    | FRA 6     | ITA 1     | CAT 2     | NED 6     | GER 4   | CZE 1     | AUT 2     | GBR C    | RSM 2    | ARA 7    | THA 3    | JPN 3    | AUS 11    | MAL 2     | VAL 1      |          |     |     | 2e   | 297 |
| 2019  | MotoGP  | KTM         | QAT 17   | ARG 11     | AME 14  | SPA 18   | FRA 15    | ITA 16    | CAT 12    | NED 13    | GER 18  | CZE 13    | AUT 8     | GBR Ret  | RSM 16   | ARA 13   | THA 16   | JPN 12   | AUS DNS   | MAL DNS   | VAL INJ    |          |     |     | 17e  | 33  |
| 2020  | MotoGP  | KTM         | SPA 8    | AND Ab.    | CZE 6   | AUT Ab.  | STY 1     | RSM 11    | EMI 5     | CAT Ab.   | FRA 6   | ARA 16    | TER 6     | EUR 5    | VAL 6    | POR 1    |          |          |           |           |            |          |     |     | 9e   | 125 |
| 2021  | MotoGP  | KTM         | QAT 13   | DOA 15     | POR 16  | SPA 11   | FRA Ab.   | ITA 2     | CAT 1     | GER 2     | NED 5   | STY Ab.   | AUT Ab.   | GBR 16   | ARA 14   | RSM 20   | AME 11   | EMR Ab.  | ALG Ab.   | VAL 14    |            |          |     |     | 14e  | 94  |
| 2022  | MotoGP  | KTM         | QAT Ab.  | IND 1      | ARG 13  | AME 18   | POR 5     | ESP 12    | FRA Ab.   | ITA 9     | CAT 9   | GER 9     | NED 9     | GBR 6    | AUT 12   | RSM 11   | ARA 11   | JPN 5    | THA 1     | AUS 12    | MAL 13     | VAL 5    |     |     | 10e  | 149 |
| 2023  | MotoGP  | Aprilia     | POR Ab.7 | ARG DNS    | AME 5 8 | ESP Ab.5 | FRA DNS   | ITA Ab.12 | ALL 10 16 | NED Ab.19 | GBR 410 | AUT Ab.   | CAT 56    | RSM 612  | IND 12   | JPN 1814 | IND 1210 | AUS 13-- | THA Ab.17 | MAL Ab.18 | QAT DNSAb. | VAL DNS  |     |     | 16e  | 76  |
| 2024  | MotoGP  | Aprilia     | QAT 1513 | POR 912    | AME 11  | ESP 8    | FRA Ab.11 | CAT 10Ab. | ITA 14Ab. | NED 1512  | ALL 62  | GBR Ab.10 | AUT 1213  | ARA Ab.5 | RSM 1115 | EMR 1011 | IND DNS  | JPN DNS  | AUS DNS   | THA DNS   | MAL DNS    | BAR 1218 |     |     | 15e  | 75  |
| 2025* | MotoGP  | Yamaha      | THA 1416 | ARG DNSAb. | AME DNS | QAT DNS  | ESP DNS   | FRA Ab.20 | GBR 16    | ARA 15    | ITA 13  | NED Ab.12 | ALL Ab.11 | TCH 1713 | AUT      | HON      | CAT      | RSM      | JPN       | IND       | AUS        | MAL      | POR | VAL | 25e  | 6   |

* Saison en cours

## Palmarès

### Victoires en Moto3: 6
| N° | Année | Lieu du Grand Prix                           | Circuit                         | Ville          |
| -- | ----- | -------------------------------------------- | ------------------------------- | -------------- |
| 1  | 2015  | Grand Prix moto d'Italie                     | Circuit du Mugello              | Florence       |
| 2  | 2015  | Grand Prix moto des Pays-Bas                 | TT Circuit Assen                | Assen          |
| 3  | 2015  | Grand Prix moto d'Aragon                     | Circuit Motorland Aragon        | Alcañiz        |
| 4  | 2015  | Grand Prix moto d'Australie                  | Circuit de Phillip Island       | Phillip Island |
| 5  | 2015  | Grand Prix moto de Malaisie                  | Circuit international de Sepang | Sepang         |
| 6  | 2015  | Grand Prix moto de la Communauté valencienne | Circuit de Valence              | Valence        |

### Victoires en Moto2: 6
| N° | Année | Lieu du Grand Prix                           | Circuit                         | Ville          |
| -- | ----- | -------------------------------------------- | ------------------------------- | -------------- |
| 1  | 2017  | Grand Prix moto d'Australie                  | Circuit de Phillip Island       | Phillip Island |
| 2  | 2017  | Grand Prix moto de Malaisie                  | Circuit international de Sepang | Sepang         |
| 3  | 2017  | Grand Prix moto de la Communauté valencienne | Circuit de Valence              | Valence        |
| 4  | 2018  | Grand Prix moto d'Italie                     | Circuit du Mugello              | Florence       |
| 5  | 2018  | Grand Prix moto de République Tchèque        | Circuit de Masaryk              | Brno           |
| 6  | 2018  | Grand Prix moto de la Communauté valencienne | Circuit de Valence              | Valence        |

### Victoires en MotoGP: 5
| N° | Année | Lieu du Grand Prix           | Circuit                            | Ville     |
| -- | ----- | ---------------------------- | ---------------------------------- | --------- |
| 1  | 2020  | Grand Prix moto de Styrie    | Circuit de Spielberg               | Spielberg |
| 2  | 2020  | Grand Prix moto du Portugal  | Autódromo Internacional do Algarve | Portimão  |
| 3  | 2021  | Grand Prix moto de Catalogne | Circuit de Catalogne               | Barcelone |
| 4  | 2022  | Grand Prix moto d'Indonésie  | Circuit de Mandalika               | Lombok    |
| 5  | 2022  | Grand Prix moto de Thaïlande | Circuit international de Buriram   | Buriram   |